# Doina Robu
Doina Ciucanu-Robu (n. 22 iulie 1967, Piatra-Neamț, Neamț, România) este o canotoare română, laureată cu argint la Barcelona 1992 și cu bronz la Seul 1988.
A început canotajul la 16 ani la clubul Ceahlăul din Piatra Neamț iar din 1989 a continuat la Steaua București  unde a activat în lotul național al României.
După retragerea din activitatea competițională, a devenit antrenor de canotaj. Este Maestru Emerit al Sportului.

## Palmares:
- Campioană mondială de junioare (1985) cu echipajul de patru rame cu cârmaci (4+);
- La senioare, a cucerit trei titluri mondiale: la patru rame fără cârmaci (4-)(1990)

la opt rame cu cârmaci (8+),(1990, 1993) 
- Medalie de argint la patru vâsle (4x) în1986
- Medalie de bronz (8+) în 1991[4]